# Element Line
Element Line (エレメントライン, Erementorain) est un shōnen manga écrit et dessiné entre 2000 et 2009 par l'auteure indépendante Mamiya Takizaki. Ce titre est développé directement pour l'éditeur Ki-oon et constitue sa première publication, entre mars 2004 et novembre 2009.

## Synopsis
Kam, un jeune citoyen d'une cité bouclier, a l'intention de devenir soldat pour affronter les Rizoms et garder les villes hors de danger. Un jour, il doit partir en mission avec son père adoptif (Batsuo) et La Guilde pour escorter un convoi à mi-chemin d'une autre ville. Kam n'est pas de nature humaine et il le sait, car depuis un certain temps il voit des marques s'élargir dans son dos et il tente tant bien que mal de les cacher. Cependant, durant sa mission, il doit déployer d'immenses efforts pour survivre et retourner à la cité, ce qui mène à sa transformation.

## Liste des volumes
| no | Français         | Français          |
| no | Date de sortie   | ISBN              |
| -- | ---------------- | ----------------- |
| 1  | 9 mars 2004      | 2-915513-00-7     |
| 2  | 28 mai 2004      | 2-915513-01-5     |
| 3  | 14 octobre 2004  | 2-915513-02-3     |
| 4  | 13 octobre 2005  | 2-915513-17-1     |
| 5  | 25 janvier 2007  | 978-2-915513-35-6 |
| 6  | 27 mars 2008     | 978-2-915513-94-3 |
| 7  | 12 novembre 2009 | 978-2-35592-105-6 |

### Édition française
Ki-oon
1. 1 2  « Tome 1 »
2. 1 2  « Tome 2 »
3. 1 2  « Tome 3 »
4. 1 2  « Tome 4 »
5. 1 2  « Tome 5 »
6. 1 2  « Tome 6 »
7. 1 2  « Tome 7 »